# Anahy
Anahy es un municipio brasileño del estado de Paraná. Se localiza a una latitud 24º43'01" sur y a una longitud 53º05'03" oeste, estando a una altitud de 651 metros. 
Anahy posee un área de 120Km², su topografía es ondulada, predominando el suelo de tierra púrpura, con una hidrografía muy rica, siendo bañada por los Ríos Piquiri, Río Sapucaí y Río de los Porcos, además de innumerables ríos y arroyos.
La población del municipio fue estimada en 3.136 habitantes, el 70% está radicada en la Zona Rural.

## Clima
El municipio posee clima subtropical Húmedo Mesotérmico, veranos cálidos con tendencia de concentración de las lluvias (temperatura media superior a 22 °C), inviernos con heladas poco frecuentes (temperatura media inferior a 18 °C), sin estación de sequía definida.